# 埃尔斯特罗夫
埃尔斯特罗夫（法語：Helstroff，法語發音：[ɛlstʁɔf]；洛林法兰克语：Helschtroff）是法国摩泽尔省的一个市镇，属于福尔巴克-布莱摩泽尔区。

## 地理
埃尔斯特罗夫（49°9'10"N, 6°28'29"E）面积7.91 平方千米，位于法国大東部大區摩泽尔省，该省份为法国东北部内陆省份，是洛林的一部分，西南接默尔特-摩泽尔省，东临下莱茵省，北与卢森堡和德国接壤。
与埃尔斯特罗夫接壤的市镇（或旧市镇、城区）包括：布莱摩泽尔、布鲁克、孔代-诺尔滕、安康日、莫梅尔斯特罗夫、瓦里兹-沃东库尔、沃尔默朗日莱布莱。

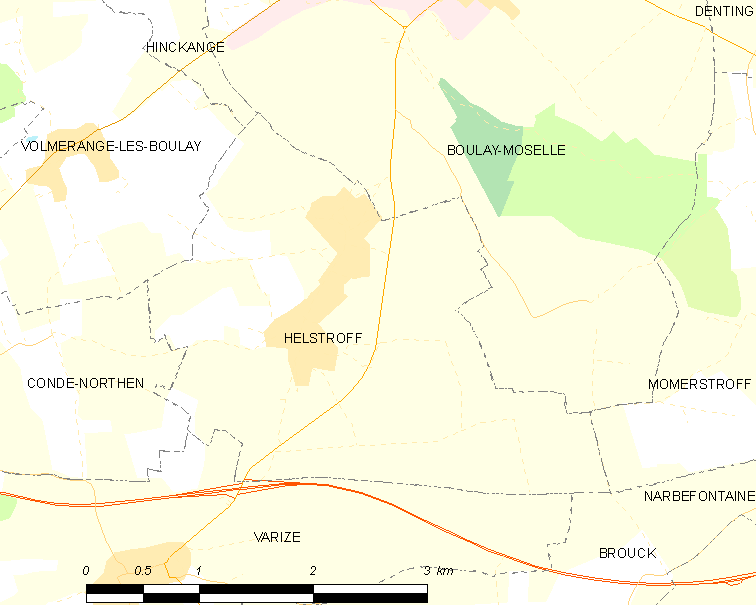
埃尔斯特罗夫的OSM定位图

埃尔斯特罗夫的时区为UTC+01:00、UTC+02:00（夏令时）。

## 行政
埃尔斯特罗夫的邮政编码为57220，INSEE市镇编码为57312。

## 政治
埃尔斯特罗夫所属的省级选区为布莱摩泽尔县。

## 人口

1962-2008年间埃尔斯特罗夫人口变化图示

埃尔斯特罗夫于2022年1月1日时的人口数量为484人。